# Jacob Tamarkin
Jacob David Tamarkin (en ruso: Я́ков Дави́дович Тама́ркин, Yakov Davidovich Tamarkin; 11 de julio de 1888 – 18 de noviembre de 1945) fue un matemático ruso-estadounidense conocido por sus trabajos en el campo del análisis matemático.

## Biografía
Tamarkin nació en Chernígov, Rusia Imperial (actualmente Chernígov, Ucrania) en el seno de una rica familia judía. Su padre, David Tamarkin, era médico. Creció en San Petersburgo. Durante su colegio secundario trabo amistad con Alexander Friedmann, un cosmólogo, con quien escribe en 1906 su primera publicación en el ámbito de las matemáticas, y de quien es amigo a lo largo de su vida. 
Vladimir Smirnov fue también un amigo que hizo en el colegio secundario (gymnasium). Muchos años más tarde escriben juntos un libro de texto muy popular titulado, "Un curso de matemáticas avanzadas".
Tamarkin estudió en la Universidad de San Petersburgo donde se gradúa en 1917, su asesor de tesis es Andrei Markov. Luego de su graduación, Tamarkin trabaja en el Instituto de Comunicaciones de la Universidad de San Petersburgo y en el Instituto de Electrotecnia de la misma universidad. En 1919 durante un breve tiempo es profesor y decano de la Universidad Estatal de Perm, pero al cabo de un año regresa a San Petersburgo donde lo designan profesor de la Universidad Politécnica de San Petersburgo.
En 1925 preocupado por la estabilidad de Rusia decide emigrar a Estados Unidos. Su recuerdo favorito era el examen de geometría analítica que realizó para el cónsul americano en Riga, para dar pruebas de su identidad. En Estados Unidos da clases en el Dartmouth College. En 1927, nombran a Tamarkin profesor de la Brown University donde permanece hasta 1945 cuando se jubila, luego de sufrir un ataque cardíaco. Fallece ese mismo año.
La obra de Tamarkin abarca diversas áreas, incluidas teoría de números, ecuaciones integrales, series de Fourier, análisis complejo, problema de momentos, problemas de condición de contorno y ecuaciones diferenciales. Fue uno de los que alentó y fue coeditor fundador de Mathematical Reviews, junto con Otto Neugebauer y William Feller. Además fue un activo impulsor de la American Mathematical Society, miembro del consejo a partir de 1931, y vicepresidente en 1942-43. Tuvo más de 20 alumnos de doctorado en Brown, incluidos Dorothy Lewis Bernstein, Nelson Dunford, George Forsythe y Derrick Lehmer.